# Blood Feast (Band)
Blood Feast ist eine US-amerikanische Thrash- und Death-Metal-Band, die im Jahr 1985 in Bayonne, New Jersey, unter dem Namen Blood Lust gegründet wurde. Die Band löste sich im Jahr 1991 wieder auf, hatte ein Konzert im Jahr 1999 und fand schließlich 2007 wieder permanent zusammen.

## Geschichte
Die Band wurde im Jahr 1985 von Schlagzeuger Kevin Kuzma, Bassist Louis Starita, Sänger Gary Markovitch und Gitarrist Adam Tranquilli unter dem Namen Blood Lust gegründet. Im Februar 1986 nahm sie ihr erstes Demo mit dem Namen The Suicidal Missions auf. Im selben Monat stieß Michael Basden als zweiter Gitarrist hinzu. Im Mai wurde die Band von New Renaissance Records angesprochen, welche sie auf den Kompilationen Thrash Metal Attack und Speed Metal Hell Volume 3 erscheinen ließ. Kurz danach änderte die Band ihren Namen in Blood Feast um. Im Juni 1986 unterschrieb Blood Feast einen Vertrag bei New Renaissance Records. Die Aufnahmen für das erste Album wurden von der Band selbst finanziert. Im Februar 1987 veröffentlichte sie das Debütalbum Kill for Pleasure. Danach folgten einige Live-Auftritte. Ein Merkmal bei diesen war, dass jedes Konzert mit einer Coverversion von Into Crypts of Rays von Celtic Frost endete.
Noch im selben Jahr nahm die Band eine EP auf und veröffentlichte Face Fate im Dezember 1987. Im Juni 1988 nahm die Band ein Demo auf, das zehn Lieder enthält. Gitarrist Adam Tranquili war zu diesem Zeitpunkt nicht mehr in der Band tätig. Das Demo trägt den Namen The Last Remains. Später wurde der Name in Chopping Block Blues geändert, alles im Sommer 1989 neu aufgenommen und im Februar 1990 in Albumform veröffentlicht. Kurz nach der Veröffentlichung löste sich die Band auf. Im Jahr 1999 fanden die Musiker für einen einmaligen Auftritt auf dem March Metal Meltdown im Asbury Park in New Jersey noch einmal zusammen.
Im Jahr 2002 gründete Kevin Kuzma sein eigenes Label namens Militia Records und veröffentlichte die Kompilation Remnants: The Last Remains. Auf dieser waren Demo- und Liveaufnahmen sowie weitere unveröffentlichte Lieder enthalten.
Im Jahr 2007 formierte sich die Band neu. Sie bestand nun aus den Gründungsmitgliedern Kevin Kuzma und Adam Tranquili sowie aus E-Gitarrist John Blicharz und Sänger Tony Stanziano, welche schon bei Annunaki tätig waren. Zudem gehörte nun auch Bassist Tom Lorenzo von Without End zur Besetzung. Im Winter 2008 spielte die Band ihren ersten Auftritt zusammen mit Obituary. Danach folgten Auftritte zusammen mit Possessed, At War und Mortician.

## Stil
Die Band wird von der Aggressivität her mit Dark Angel, musikalisch mit Slayer verglichen. Der Gesang wird mit dem von Paul Baloff (Exodus) verglichen. Auf ihrer Myspace-Seite gibt die Band Death- und Thrash-Metal-Bands der frühen 1980er Jahre als ihre Haupteinflüsse an.
Hucky E. Heppke bezeichnete im Crash den Stil als Hardcore. Im Horror Infernal charakterisierte Jens Reimnitz das Album Kill for Pleasure mit „harte Gitarren; thrashiger Gesang; hölzerne Drums“. Auf Internet-Plattformen herrscht die Bezeichnung „Thrash Metal“ vor, bisweilen auch „cult thrash band“.

## Diskografie
- 1986: The Suicidal Missions (Demo, Eigenveröffentlichung)
- 1987: Kill for Pleasure (Album, New Renaissance Records)
- 1987: Face Fate (EP, New Renaissance Records)
- 1990: Chopping Block Blues (Album, Colossal Records)
- 2002: Remnants: The Last Remains (Kompilation, Militia Records)